# Chrysops australis
Chrysops australis är en tvåvingeart som beskrevs av Ricardo 1915. Chrysops australis ingår i släktet Chrysops och familjen bromsar. Inga underarter finns listade i Catalogue of Life.